# 월곡동 (서울)
월곡동(月谷洞)은 서울특별시 성북구에 속한 지역이다. 법정동으로 상월곡동과 하월곡동이 있고, 행정동으로는 월곡1동과 월곡2동이 있다.

## 유래
월곡동 동명의 유래는 두가지로 전해온다. 하나는 하월곡 3, 4동의 산지형이 반달처럼 생겼기 때문에, 월곡이란 이름을 붙였다 한다. 다른 하나는 조선 후기 미아사거리에 신근솔이라는 솔밭이 많아 풍치가 수려했기 때문에, 당시 이곳에 주막이 밀집하여 있었다. 지방에서 소를 몰고 서울로 들어올 때에는 신근솔에서 숙박을 하고 소를 매어 놓았다가 장위동 노병 도살장에서 소를 매도한 다음 돌아갔는데 소장사들이 달밤에 도착하여 잔월 아침에 흥정했기 때문에 ‘월곡’이라는 동명이 생겼다고 한다.

## 역사
- 1949년 8월 13일 성북구가 신설되면서 상·하월곡리를 분리하며 하월곡리는 숭인출장소에 소속[2]
- 1950년 3월 15일 하월곡리를 하월곡동으로 개칭[3]
- 1955년 4월 18일 행정동, 법정동 이원화(행정동:월곡동, 법정동:하월곡동)
- 1970년 5월 18일 월곡동을 하월곡1·2동으로 분동
- 1988년 5월 1일 동명칭 및 구역획정 (행정동:월곡2동, 법정동:하월곡동)[4]
- 2007년 12월 30일 월곡1, 3, 4동이 월곡1동으로 동 통폐합, 월곡2동과 상월곡동을 월곡2동으로 통폐합[5]

## 교육
- 서울숭곡초등학교
- 서울숭인초등학교
- 월곡중학교
- 숭곡중학교
- 서울초원학교
- 서울도시과학기술고등학교
- 동덕여자대학교

## 교통
- 서울 지하철 6호선 월곡역 - 상월곡역

## 아파트
| 단지명          | 건설사              | 시행사                           | 주소                 | 입주        | 비고 |
| --------------- | ------------------- | -------------------------------- | -------------------- | ----------- | ---- |
| 성북 동아에코빌 | 동아건설산업        | 상월곡구역 주택개량재개발조합    | 성북구 장월로1길 28  | 2003년 6월  |      |
| 래미안 월곡     | 삼성물산㈜ 건설부문 | 월곡3구역 재개발조합             | 성북구 오패산로 90   | 2006년 7월  |      |
| 래미안 루나밸리 | 삼성물산㈜ 건설부문 | 월곡2구역 주택재개발정비사업조합 | 성북구 월곡로14길 26 | 2007년 10월 |      |
| 대림샹그레빌    | ㈜삼호              |                                  |                      | 2004년 7월  |      |
| 월곡 두산위브   | 두산건설            | 월곡구역 주택재개발조합          | 성북구 오패산로 46   | 2003년 4월  |      |